# Guettard Range
Die Guettard Range (in Argentinien Cordón Martín Fierro) ist ein 65 km langer, 16 km breiter und bis zu 1700 m hoher Gebirgszug an der Lassiter-Küste des Palmerlands auf der Antarktischen Halbinsel. Er erstreckt sich nordwestlich der Bowman-Halbinsel zwischen dem Johnston- und dem Irvine-Gletscher.
Luftaufnahmen der Ronne Antarctic Research Expedition (1947–1948) unter der Leitung des US-amerikanischen Polarforschers Finn Ronne dienten seiner Identifizierung. Vermessungsarbeiten des United States Geological Survey und Luftaufnahmen der United States Navy aus den Jahren von 1961 bis 1967 dienten seiner Kartierung. Das Advisory Committee on Antarctic Names benannte ihn 1968 nach dem französischen Naturforscher und Geologen Jean-Étienne Guettard (1715–1786). Namensgeber der argentinischen Benennung ist nicht überliefert. Ein möglicher Kandidat ist das Gedicht Martín Fierro des argentinischen Journalisten und Dichters José Hernández aus den 1870er Jahren.